# カステランマレーゼ戦争
カステランマレーゼ戦争（The Castellammarese War 1929年-1931年)とはアメリカの禁酒法時代にニューヨーク州ニューヨーク市で発生したイタリア系マフィアの抗争事件のことである。サルヴァトーレ・マランツァーノとジョー・マッセリアが抗争し、多くの流血沙汰を起こした。両陣営で十数人の死者を出した。
抗争はマランツァーノが勝利し、ニューヨークマフィア勢力を5つのグループ（五大ファミリー）に整理し、自ら「ボスの中のボス（capo di tutti capi）」を宣言した。五大ファミリーはその後ラッキー・ルチアーノの主導で、縄張り争いを解決するコミッション(全国委員会)の常設や全米マフィアのネットワーク化など犯罪シンジケートの基盤作りが推進された。この戦争の名前はマランツァーノ陣営がシチリア西部の町カステッランマーレ・デル・ゴルフォ（以下カステラマレと略記）出身者の派閥だった事に由来する。

## マッセリアの勢力伸長
ニューヨークでは20世紀初頭からイタリア系ギャング集団が出身地別に派閥を形成し、特にパレルモ派、コルレオーネ派、カステラマレ派などシチリア系グループが組織力で突出した。
1922年、ジョー・マッセリアはコルレオーネ派のモレロ一家を継ぎ、酒の密輸で勢力を拡大した。1928年10月、仇敵サルヴァトーレ・トト・ダキーラ（パレルモ派閥）を暗殺して縄張りを奪い、傀儡ボスのアル・ミネオを通じて支配した（ダキーラ派の一部は反発してカステラマレ派に接近した）。1928年7月、カラブリア系のフランキー・イェールがアル・カポネと対立して殺されたが、その南ブルックリンの縄張りを傘下に加えた。
マッセリアはシチリアではマイナーな出身地で派閥のしがらみがなかったこともあり、シチリア系・非シチリア系問わず積極的に提携して支配下に取り込んだ。チロ・テラノヴァ（モレロ一家・コルレオーネ派閥）、アル・ミネオ（パレルモ派閥）、ガエタノ・レイナ（コルレオーネ派閥）、アンソニー・カルファノ（旧イェール派・ナポリ系）、ヴィンセント・マンガーノ（旧ダキーラ派・パレルモ派閥＋カラブリア系）、ブロードウェイモブ（ルチアーノ、フランク・コステロ、ジョー・アドニスなど）、リッチー・ボイアルド（ニュージャージー）などを傘下に入れた。

## カステラマレ派の抵抗
1920年代後半、マッセリアはカステラマレ派を支配下に置こうと画策を始めた。カステラマレ派はアメリカ北東部の各都市に散らばり、シチリア系の中でも団結力は屈指で、問題が起こった時は互いに結束した。ニューヨークでは北ブルックリンのウィリアムズバーグ周辺に大きな勢力があり、ボスは長年コラ・シーロが務め、重鎮にヴィト・ボンヴェントレがいた。例外にもれず、彼らは禁酒法下の酒の密輸で富裕化していた。
マッセリアはウィリアムズバーグのカステラマレ派とシカゴやデトロイトなど周辺都市のカステラマレ派の分断を図るべく、それら諸都市のカステラマレ派に自陣に加わるよう働きかけたが、にべもなく拒否された。シカゴのジョー・アイエロとの話し合いは不成功に終わったため、アイエロと対立していたアル・カポネと同盟した。カポネと結託することでアイエロやその同盟者でデトロイトのカステラマレ派ガスパー・ミラッツォをけん制した。マッセリアとカポネの同盟はニューヨークのシチリアマフィア特に保守派に驚天動地の出来事と受け取られた。

## 戦争開始
マッセリアはしつこくミラッツォに自陣参加を求めたが拒絶されたため、1930年5月、ミラッツォと敵対するデトロイトのラマーレ派を抱き込んでこれを謀殺した。マッセリアは畳み掛けるように、平和派ボスのコラ・シーロに上納金を要求して圧力を加えた。シーロは上納金を払って逃亡した。副リーダーのジョー・パリッノはマッセリアに譲歩を続け、やがてマッセリアの傀儡になっていたことが判明して指導者の地位をはく奪された。
反マッセリアの動きを煽っているのがバッファローのカステラマレ派ボスのステファノ・マガディーノと疑ったマッセリアはマガディーノを呼んだが姿を現さなかったため、代わりにウィリアムズバーグの実力者マランツァーノを呼び出して話し合ったが、説得は失敗した。
同年7月15日、マッセリアはカステラマレ派の重鎮ヴィト・ボンヴェントレを殺害した。ウィリアムズバーグでは報復を訴える強硬論が穏健派を押し切り、マランツァーノが新しいボスに選ばれて戦闘体制を整え、副ボスのアンジェロ・カルーソをはじめ第一親衛隊（Boys of the First Day）がマランツァーノを支え、暗殺チームを組織した。
8月15日、マランツァーノは報復としてマッセリア派の参謀ピーター・モレロを2人のガンマンを使ってイースト・ハーレムの彼の事務所にて暗殺した。
マランツァーノは酒の醸造所を操業していたが、輸送中の密輸トラックを武力で横取りするカージャックが横行し、マッセリア一味の襲撃から酒の輸送を守るため武装ガードを強化した。じきに互いのトラックを襲って酒を横取りし合うようになった。

## ガリアーノの合流
これより先、ブロンクスに拠点を持っていたガエタノ・レイナはマッセリアと同盟していたが、マッセリアに氷供給業の割譲を迫られたため、カステラマレ派と駆け引きをしようとした。裏切りを疑われたレイナは、1930年2月26日、マッセリア配下のヒットマンに銃殺された。
マッセリアはレイナの後釜にジョー・ピンゾロを据えたが、レイナ一家のトミー・ガリアーノとトーマス・ルッケーゼはマッセリアと表立って争わなかったもののピンゾロを無視した。レイナの死の責任がマッセリアにあると見たガリアーノは報復の機を待った。8月にモレロが殺された時、ガリアーノは反マッセリアのグループが自分ら以外にいることを知って驚いたという（ヴァラキの証言）。ガリアーノは密かにマランツァーノに接近し、ここにマランツァーノ派（カステラマレ）とガリアーノ派（コルレオーネ）が合体した。
9月5日、ピンゾロは、ルッケーゼが借りていたタイムズスクエアのオフィスにて、ガリアーノの手下（一説にボビー・ドイル）により射殺された。ガリアーノはピンゾロが死んだ後もマッセリアへ忠誠を装い、ピンゾロ殺しの犯人探しの会議に参加したが、その裏でマランツァーノに自前の暗殺チームを派遣した。

## 戦局の転換
1930年10月、マッセリアはウィリアムズバーグのカステラマレ派有力者フランチェスコ・イタリアーノの命を狙うが、狙撃は失敗し怪我を負わせるにとどまった。10月23日、マッセリアはアイエロをシカゴで暗殺した。この暗殺はマランツァーノ派とカポネとのシカゴにおける激しい権力争いの一部だったとみられたが、ルチアーノによれば、マッセリアがアル・ミネオに指令して殺害が実行された。
11月5日、マッセリア軍団の中核だったアル・ミネオとスティーブ・フェリーニョが作戦会議に集まったところを急襲され、暗殺された（会議場所をリークした裏切り者がいたと信じられている）。会議場所近くに張り込んでいたマランツァーノ＝ガリアーノ合同暗殺部隊はマッセリアを狙っていたが、彼は現れなかった。マッセリアはこのときガリアーノの裏切りを知った。この頃からマッセリア側に付いていたギャング達はマランツァーノに鞍替えし始めた。
1930年12月、抗争が長引くのを嫌ったニューヨーク内外の中立マフィアがボストンに集まり、ボストンマフィアのガスパール・メッシーナを議長として事態の打開を話し合った（通称ボストン・サミット）。結果、抗争終結を目指すコミッションが立ち上がり、ジョゼフ・トライナが議長になって停戦交渉を進めることになった。コミッションは優勢に転じていたマランツァーノを説得したが、マランツァーノはマッセリアの首を取るまで戦争は終わらないとして停戦も和解も拒否した。この間マッセリアは、警察の圧力から銃の使用を部下に禁じた。その後コミッションはマランツァーノと交渉を重ねた末、一時停戦にこぎつけた（一説に、シカゴのアル・カポネが平和特使をニューヨークに派遣した）。

## 終結
1931年2月3日、マランツァーノの密輸トラックへの襲撃を繰り返していたマッセリア派の武闘派ジョー・"ザ・ベイカー"・カターニャが銃撃され、2日後に死亡した。
1931年4月15日、マッセリアは、ブルックリン区コニーアイランドにあるレストラン「ヌォヴァ・ヴィラ・タマッロ」でラッキー・ルチアーノや仲間3人とトランプをしていた際、突然現れた2人のヒットマンに近距離から銃撃され、即死した。マランツァーノ派を一気にせん滅する良いアイデアがあると言われてレストランにおびき出され、そのアイデア提供者を待っている間に殺されたとみられた。襲撃時、ルチアーノはトイレに行くため中座しており、仲間3人はレストランにオーバーコートを残したまま姿を消していた。マッセリアの銃殺の少し前、付近の路上でアンソニー・カルファノの姿が知人に目撃された。マッセリアの死により戦争は終結した。
マッセリア殺害犯が誰かは今に至るまで謎である。マッセリアの死後、ジョン・ジウストラ、カルメロ・リコンティという2人のカラブリア系ギャングが相次いで不審死を遂げた。警察は両者の死をマッセリアの殺害に関連付け、ジウストラがマッセリアの殺害実行犯との刑事情報を信じ、残されたオーバーコートの一つがジウストラのものと見ていた。この警察の見立ては、後年ブルックリン臨海区の事情通の証言で一部裏付けられた（1952年臨海区の犯罪調査において証言したギャングが、「ジウストラが組織を乗っ取ろうとマッセリアを殺したが、マンガーノやアナスタシアらに裏切られ、殺された」と証言した）。
マッセリアは警察の圧力から部下に武器の使用を禁じ、これが部下の離反を促して、造反に導いたという説や、カポネとの同盟がシンジケートへの造反と受け取られ多数派の支持を失ったとの説、優勢に転じたマランツァーノが敵陣の部下に投降を呼びかけ、マッセリアからの離反に拍車をかけたという説、ダキーラ殺しやボンヴェントレ殺しをマッセリアに結び付けて自らの正当性を訴えるマランツァーノの対マフィアキャンペーンが功を奏したという説もある。

## 組織構築
勝者となったマランツァーノは、アメリカ北東部を中心に全米からギャングを集め、集会やパーティを何度も開いた。集会では戦争終結を祝うと同時にマフィアの行動規範やファミリーの整理を行った。ニューヨークの既存マフィア勢力を5つに整理して五大ファミリーとし、それぞれマランツァーノ、ラッキー・ルチアーノ、ジョゼフ・プロファチ、トミー・ガリアーノ、フランク・スカリーチェがボスとなった。ニューヨーク市を除いた北東部と中西部の各都市部は、ー都市につき一つのファミリーを置いた。マランツァーノは、自らを「ボスの中のボス(capo di tutti capi)とし、全米の犯罪組織を統括する存在とした。
各ファミリーは1人のボスによって率いられ、ボス補佐役として副ボス(underboss)が付けられた(後に、第3のポジションとして相談役(consigliere)が設置された)。副ボスの下、ソルジャーで構成されるクルーが置かれ、幹部（カポまたはカポレジーム、キャプテン）がこれを統率した。
戦争につきものの、勝者が敗者の縄張りを得るなどの行為は行われず、旧マッセリア傘下の縄張りはそのまま維持された。マッセリアを殺した部下たちの眼目はビジネスの阻害要因となる流血抗争をなるべく早く終わらせること、両陣営の包含する諸勢力のパワーバランスを変えずにそれを成し遂げることであったとみられ、その目的は達成された。

## マランツァーノとルチアーノ
「ボスの中のボス」を自称したマランツァーノは、マッセリアの死から半年後の1931年9月10日、連邦捜査官に変装したルチアーノ配下のユダヤ系殺し屋4人により謀殺された。一説に、マランツァーノはルチアーノを危険分子とみなし、ルチアーノをはじめ今後排除すべきギャングとして暗殺リストを作っていたとされ、これを察知したルチアーノに先回りされて殺されたとする説がある。
カステラマレ派の第一親衛隊はボスが殺されたにもかかわらず、ルチアーノに対し復讐しなかった。一説に、マランツァーノは戦後のパーティなどで集めた祝勝金や寄付金を、勝利に貢献した部下に還元せず、「新たな戦争に備える」として独り占めしたため部下の信頼を失ったという（ボナンノ父子の回想）。ボス無きカステラマレ派とルチアーノの間で話し合いがもたれ、何らかの妥協策で合意したと信じられている。カステラマレ派は程なく新たなボスにジョゼフ・ボナンノを選んだ。
打倒マッセリアでマランツァーノと共闘したガリアーノ一派は、互いのメンバーの出入りを自由にするくらいマランツァーノと強く結びついていたが、マランツァーノ殺害に何のリアクションもなかった。
ルチアーノは、ボナンノ、プロファチ、ガリアーノ、マンガーノ、そしてルチアーノ自身をそれぞれボスとして五大ファミリーを再編した。各ファミリーの自治権を認め、互いの関係は対等とし、抗争を避けるためボスが話し合うコミッションを設置した。ルチアーノの一家は母体のマッセリア一家の構成ギャングをそのまま継承し、非シチリア系ギャングを組織のトップランクに並べた。

## 世代抗争
カステランマレーゼ戦争は、ルチアーノを筆頭とする新世代とマランツァーノ、マッセリアを筆頭とする旧世代（口髭ピート、旧時代のボスの蔑称）との抗争とも受け取られ、しばしば、アメリカナイズされたビジネス主義と血縁地縁を重視する伝統主義の対立に置き換えられた。しかし生き残った五大ファミリーの支配層は、密輸で獲得した巨大な資金を元にアメリカ資本主義に適合した事業多角化を進め、兄弟や親族で側近を固めて血縁の絆を維持するなど、両方の要素を包含した。マッセリアはシチリア系としてはマイナーな出身地だった経歴から、多様なギャングと積極的に同盟し、新世代とされるボナンノやプロファチよりずっと開放的だったが、血縁主義を顧みない急速な組織拡大ゆえに構成ギャングは玉石混交で、内部崩壊も早かった。

## シチリアの晩祷の夜
マランツァーノ暗殺後、48時間以内に全米の30～40人の口髭ピートが殺されたとする伝説（「シチリアの晩祷の夜」）がある。実際は大量殺戮の事実はなかった。
出元の1つはダッチ・シュルツの弁護士デキシー・デービスの誇張した回想（マランツァーノ死後90人が死んだ云々）ではないかと指摘されている。アラン・ブロックは、マランツァーノ殺害から2週間にわたって、ニューヨーク、ロサンゼルス、デトロイト、ニューオリンズなど主要都市の新聞をくまなく調べ上げ、マランツァーノ殺害に関連した殺人は合計4件だったとした（Sam Monaco, Louis Russo, Joseph Siragusa, Jimmy Marino）。
ブロックは、この伝説が長い間、根強く信じられた原因として、カステラマレ派が持っていた広範な犯罪ネットワークを挙げている。このネットワークの存在が、メンバーの多くが殺されたという憶測を信じやすくしたとする。またこの伝説は、マランツァーノ支持者が根こそぎいなくなったという安心感、状況の沈静化を促すものとして機能したとしている。そもそも、暗殺のターゲットになるようなギャングは居場所を把握するのも難しいことが多く、20人40人90人のギャングが静かに歩調をそろえて暗殺されるべき場所に存在し、わずか2,3日の間に、彼らを暗殺するもう一方の20人40人90人のチームが存在してその全部の暗殺に成功する、というようなことを想定するのは非現実的だとしている。

## 犠牲者
（MZ）はマランツァーノ派、それ以外はマッセリア派
1930年2月26日　ガエタノ・レイナ（MZ）※元マッセリア同盟者
1930年5月31日　ガスパー・ミラッツォ（MZ）
1930年7月15日　ヴィト・ボンヴェントレ（MZ）
1930年8月15日　ピーター・モレロ
1930年9月5日　ジョー・ピンゾロ
1930年10月23日　ジョー・アイエロ（MZ）
1930年10月　　　パスケール・ダウリア（MZ）
1930年11月5日　アル・ミネオ
1930年11月5日　スティーブ・フェリーニョ
1931年1月19日　ジョー・パリッノ（MZ）※マランツァーノ派による粛清
1931年2月3日　ジョー・"ザ・ベイカー"・カターニャ
1931年4月15日　ジョー・マッセリア
1931年9月10日　サルヴァトーレ・マランツァーノ（MZ）